# ژاله سام
ژاله سام با نام حقیقی ژاله علی‌یار (زاده ۱۳۲۷ در تهران) مدل و بازیگر سینمای ایران بود. او نام سینمایی سام را با اقتباس از نام کوچک همسرش سام شیبانی انتخاب کرد.
او پس از دریافت مدرک دیپلم متوسطه به بازیگری روی آورد. اولین حضور او در سینمای ایران فیلم دیوار شیشه‌ای ساخته ساموئل خاچیکیان بود. ژاله سام پس از ایفای نقش در چند فیلم، در سال ۱۳۵۵ از بازیگری کناره‌گیری نمود. وی پس از ترک حرفه بازیگری یک سلمانی و موسسه زیبایی در خیابان کوه نور در تهران ایجاد کرد.

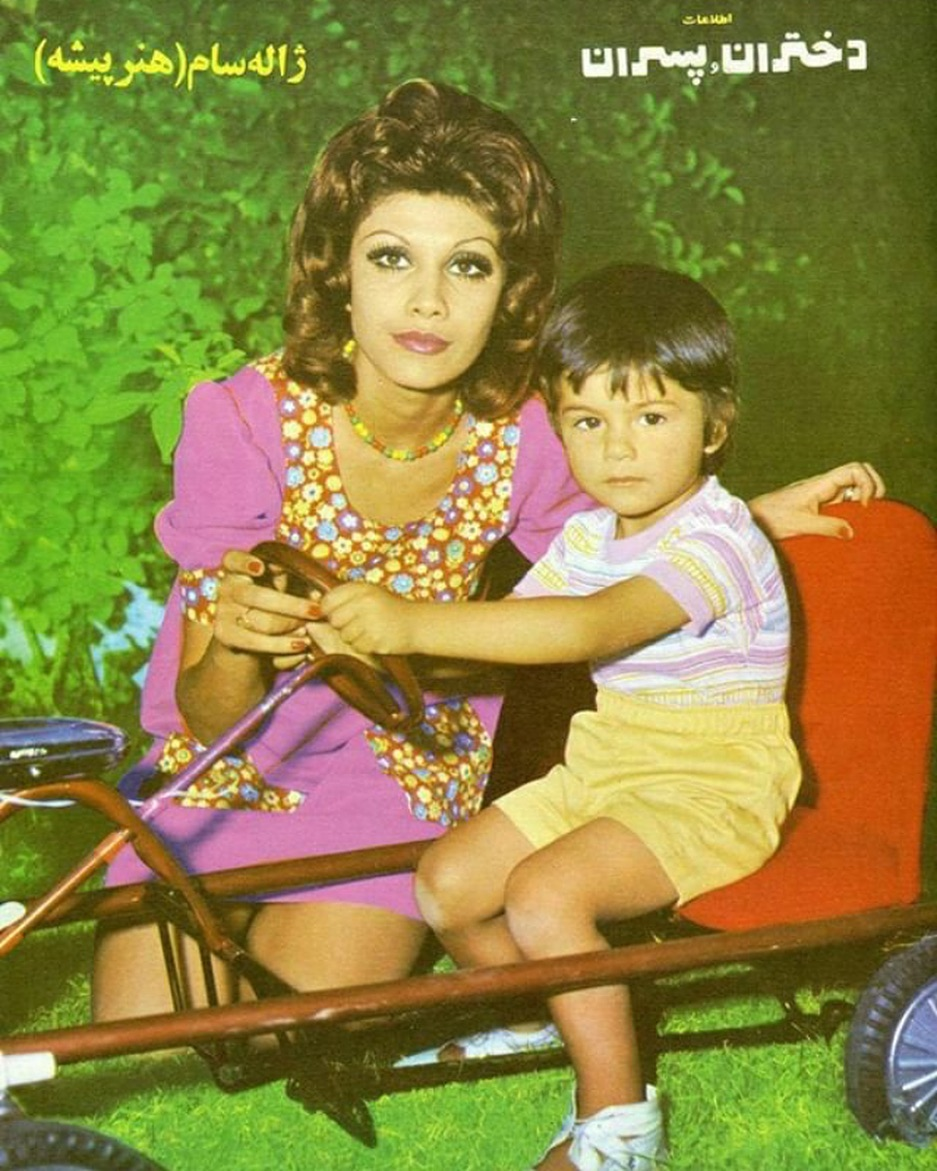
ژاله سام همراه با فرزندش ساشا

## آثار
- ملکوت (۱۳۵۵)
- خانه‌خراب (۱۳۵۴)
- هشتمین روز هفته (۱۳۵۲)
- گلگو ۱۳ (۱۳۵۲)
- پستچی (۱۳۵۱)
- یک میلیونر و دو مفلس (۱۳۵۱)
- راز درخت سنجد (۱۳۵۰)
- دیوار شیشه‌ای (۱۳۵۰)